# Tasa
Genre
Synonymes
- Thianella Schenkel, 1963 nec Strand, 1907

Tasa est un genre d'araignées aranéomorphes de la famille des Salticidae.

## Distribution
Les espèces de ce genre se rencontrent en Chine, au Japon et en Corée du Sud.

## Liste des espèces
Selon World Spider Catalog (version 23.5, 17/08/2022) :
- Tasa davidi (Schenkel, 1963)
- Tasa koreana (Wesołowska, 1981)

## Systématique et taxinomie
- Thianella Schenkel, 1963[3], préoccupé par Thianella Strand, 1907, a été remplacé par Tasa par Wesołowska en 1981[4].

## Publications originales
- Wesołowska, 1981 : « Redescriptions of the E. Schenkel's East Asiatic Salticidae (Aranei). » Annales zoologici, vol. 36, p. 127-160.
- Schenkel, 1963 : « Ostasiatische Spinnen aus dem Muséum d'Histoire naturelle de Paris. » Mémoires du Muséum national d'Histoire naturelle, A, Zoologie, vol. 25, p. 1-481.